# Латышев, Георгий Александрович
Гео́ргий Алекса́ндрович Ла́тышев (16 ноября 1901 года, Мариуполь — 22 апреля 1977 года, Жданов) — советский военный деятель, генерал-майор (1942 год).

## Биография
Георгий Александрович Латышев родился 16 ноября 1901 года в Мариуполе.

### Гражданская война
В марте 1919 года был призван в ряды РККА, после чего служил красноармейцем во 2-м Мариупольском батальоне, с мая — в 1-м Мариупольском ударном полку, а с мая 1920 года — в 13-м Донецком запасном батальоне, в составе которых принимал участие в боевых действиях на Южном фронте против войск под командованием генерала А. И. Деникина.
В августе 1920 года был направлен на учёбу на 29-е пехотные Полтавские курсы комсостава, в составе которых курсантом и командиром отделения принимал участие в боевых действиях против войск под командованием генерала П. Н. Врангеля.

### Межвоенное время
В октябре 1921 года был направлен на учёбу в 14-ю пехотную Полтавскую школу комсостава, после окончания которой в сентябре 1922 года был назначен на должность командира взвода в составе 6-й Харьковской школы комсостава, а в сентябре 1924 года был направлен в 238-й стрелковый полк (80-я стрелковая дивизия), где служил на должностях командира взвода дивизионной школы младшего комсостава, командира стрелкового взвода, роты, начальника полковой школы, командира батальона, исполняющего должность начальника штаба полка, помощника командира полка по строевой части.
После окончания стрелково-тактического института «Выстрел» в декабре 1932 года Латышев был назначен на должность командира и военкома 240-го стрелкового полка, в ноябре 1933 года — на должность командира и военкома 1-го стрелкового полка (Тихоокеанская стрелковая дивизия, затем 39-я), а в мае 1936 года — на должность командира и военкома 1-го авиадесантного полка.
С августа 1937 года состоял в распоряжении Военного совета ОКДВА, в связи с «политическим недоверием» снижен в должности и в октябре был назначен временно исполняющим должность командира батальона 36-го стрелкового полка (12-я стрелковая дивизия).
В июле 1938 года Латышев был арестован, уволен из рядов РККА по ст. 44 п. «в», после чего находился под следствием. В сентябре 1939 года Военным трибуналом был осужден на два года, однако из зала суда был освобождён по амнистии и в ноябре был восстановлен в РККА, после чего назначен на должность командира 352-го стрелкового полка (35-я стрелковая дивизия, 2-я Краснознамённая армия).

### Великая Отечественная война
С началом войны находился на прежней должности. В сентябре 1941 года был назначен на должность командира 415-й стрелковой дивизии, которая вскоре была передислоцирована с Дальнего Востока на Западный фронт.
В декабре был назначен на должность командира 55-й стрелковой бригады, которая в ходе Клинско-Солнечногорской наступательной операции принимала участие в боевых действиях по освобождению города Солнечногорск. В апреле 1942 года бригада была выведена в резерва в район Волоколамска на пополнение, а Латышев был направлен на учёбу на ускоренный курс при Высшей военной академии имени К. Е. Ворошилова, после окончания которого в декабре того же года был назначен на должность командира 93-й стрелковой дивизии, которая во время Ржевско-Вяземской наступательной операции принимала участие в боевых действиях по освобождению города Белый.
В сентябре 1943 года был назначен на должность командира 78-го стрелкового корпуса, который принимал участие в боевых действиях в ходе битвы за Днепр и по расширению плацдарма на правом берегу реки, а затем — в ходе в Корсунь-Шевченковской, Уманско-Ботошанской, Ясско-Кишинёвской и Сандомирско-Силезской наступательных операций и освобождении городов Черкассы, Умань, Питшен (Бычина) и Ландсберг (Гожув-Сленски).
В январе 1945 года генерал-майор Латышев был ранен осколком снаряда в голову, после чего проходил лечение в госпитале.

### Послевоенная карьера
С 30 мая 1945 года исполнял должность заместителя командующего 52-й армией.
В феврале 1946 года был назначен на должность командира, в июне — на должность заместителя командира 73-го стрелкового корпуса (Прикарпатский военный округ), а в июле того же года — на должность командира 13-го гвардейского стрелкового корпуса (Московский военный округ).
В июне 1948 года был направлен на учёбу на высшие академические курсы при Высшей военной академии имени К. Е. Ворошилова, после окончания которых в мае 1949 года был назначен на должность командира 6-го стрелкового корпуса, в марте 1950 года — на должность командира 29-го стрелкового корпуса (Северокавказский военный округ), а в мае 1951 года — на должность командующего 14-й армией (Дальневосточный военный округ).
Генерал-майор Георгий Александрович Латышев в феврале 1953 года вышел в запас. Умер 22 апреля 1977 года в Жданове.

## Награды
- Два ордена Ленина (06.04.1945, 21.02.1945);
- Четыре ордена Красного Знамени (12.04.1942, 22.02.1944,03.11.1944, 1949
- Орден Суворова 2 степени (13.09.1944);
- орден Красной Звезды 29.03.1934;
- Медаль за Оборону Москвы 01.05.1944
- Медаль за победу на Германией 09.05.1945
- Медаль Двадцать лет победы в Великой Отечественной войне 1945—1965 гг.
- Медаль Тридцать лет Советской армии и Флота 22.02.1948
- Медаль За воинскую доблесть в ознаменование 100-летия со дня рождения В. И. Ленина
- Медаль Ветеранам Вооруженных сил СССР
- Польский орден Вертути Мелитари
- Румынский орден Тудор Владимирску
- Румынская Медаль Двадцать пять лет освобождения Румынии
- Почётный гражданин семи городов, в том числе Мариуполя, Хорола (18.09.1968) и других.

## Память
Почётный гражданин г. Белый, г. Бельцы, г. Хорола
В г. Мариуполе названа улица в честь генерала Латышева Г. А.